# 에어아시아 재팬
에어아시아 재팬(일본어: エアアジア・ジャパン株式会社, 영어: AirAsia Japan Co, Ltd.)은 2012년에 운항 개시한 일본의 저비용 항공사로 전일본공수와 에어아시아가 소유하고 있다.
나리타 국제공항과 나하 공항, 신치토세 공항, 후쿠오카 공항에 취항하였으며, 이 외에도 대한민국 인천국제공항및 김해국제공항 구간을 운항하였다. 본래 2016년까지 30대의 항공기를 도입할 예정으로 광동체 항공기인 에어버스 A330도 도입할 계획이었으나 에어버스 A320만 도입하여 운항하였다.
그러나 에어아시아 재팬은 경영 악화 및 전일본공수와 갈등으로 인하여 2013년, 운항을 중단하였으나 새로운 법인인 바닐라 에어에 양도했지만 라쿠텐, 옥타브, 노에비아, 알펜 등과 함께 '에어아시아 재팬' 설립을 위한 주주동의서(영어: Shareholders Agreement)에 합의아여 운항을 재개하였다. 운항을 재개함에도 불구하고 2020년, 코로나-19 사태로 수요감소로 인한 자금난으로 파산하였다.

## 역사
- 2011년 8월 31일 : 회사 설립.
- 2011년 10월 27일 : 사업 허가 신청.[3]
- 2012년 8월 1일 : 국내선 운항 개시. (도쿄(나리타) ~ 삿포로, 후쿠오카)
- 2012년 8월 3일 : 오키나와 운항 개시.
- 2012년 10월 28일 : 도쿄(나리타) ~ 서울(인천) 신규취항.
- 2012년 11월 28일 : 도쿄(나리타) ~ 부산 신규취항.
- 2012년 12월 17일 : 사장 겸 CEO 이와카타 카즈유키에서 오다기리 요시니리로 교체.
- 2013년 7월 3일 : 도쿄(나리타) ~ 타이페이(타오위안) 신규취항.
- 2014년 7월 1일 : 정기운항편 재개.
- 2017년 10월 16일 : 나고야(주부) ~ 삿포로 운행 개시 발표.
- 2017년 10월 29일 : 나고야(주부) ~ 삿포로 운항 개시.
- 2019년 2월 : 나고야(주부) ~ 타이페이(타오위안) 신규취항.
- 2020년 10월 5일 : 최종 파산

## 보유 기종[4]
- 2020년 10월 기준으로 에어아시아 재팬은 다음과 같이 보유했었다.

## 같이 보기
- 에어아시아
- 에어아시아 X
- 필리핀 에어아시아
- 타이 에어아시아